# クビナガバルレリア

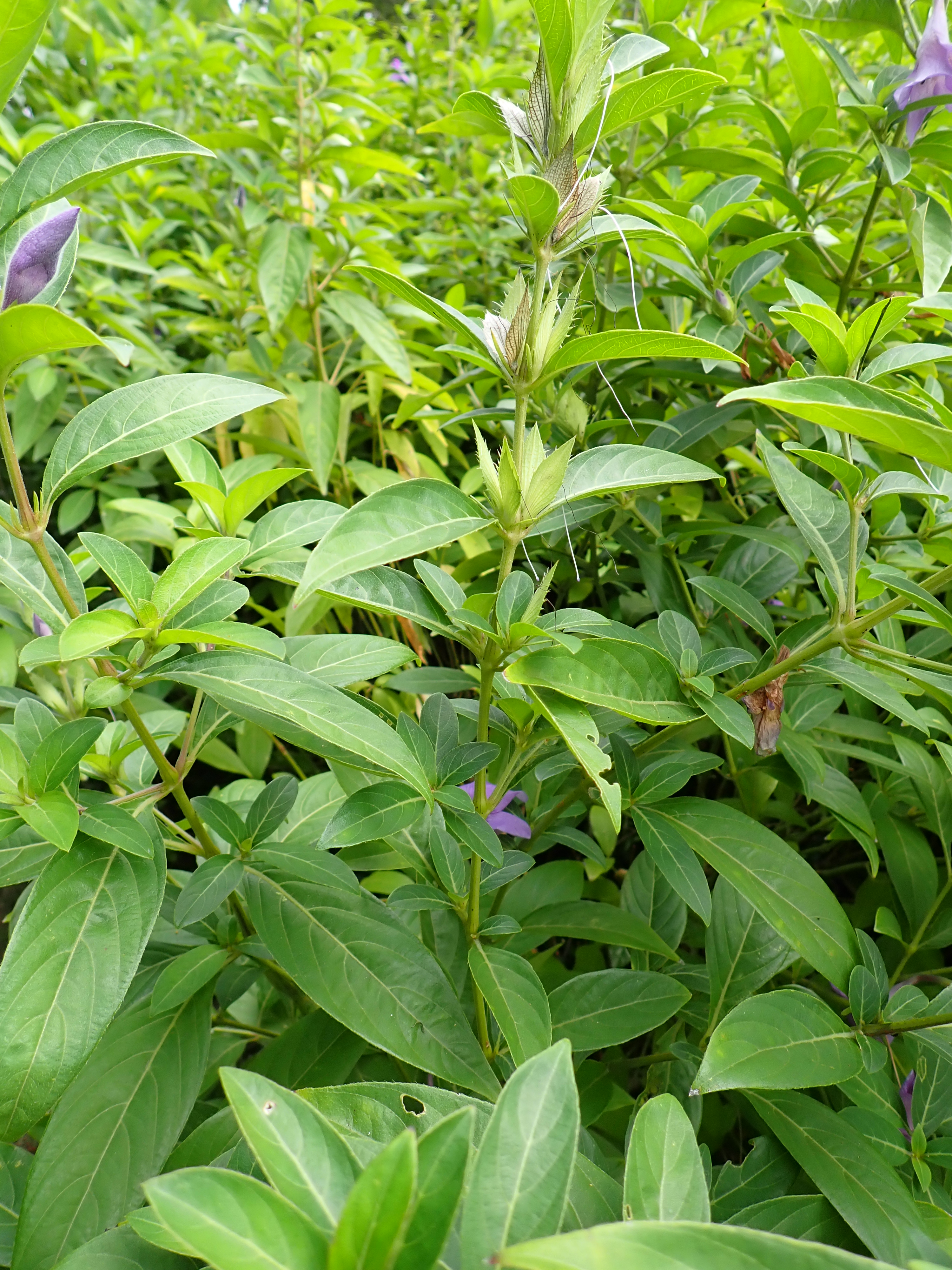
刺のある花苞（2024年10月 沖縄県本部町 熱帯・亜熱帯都市緑化植物園）

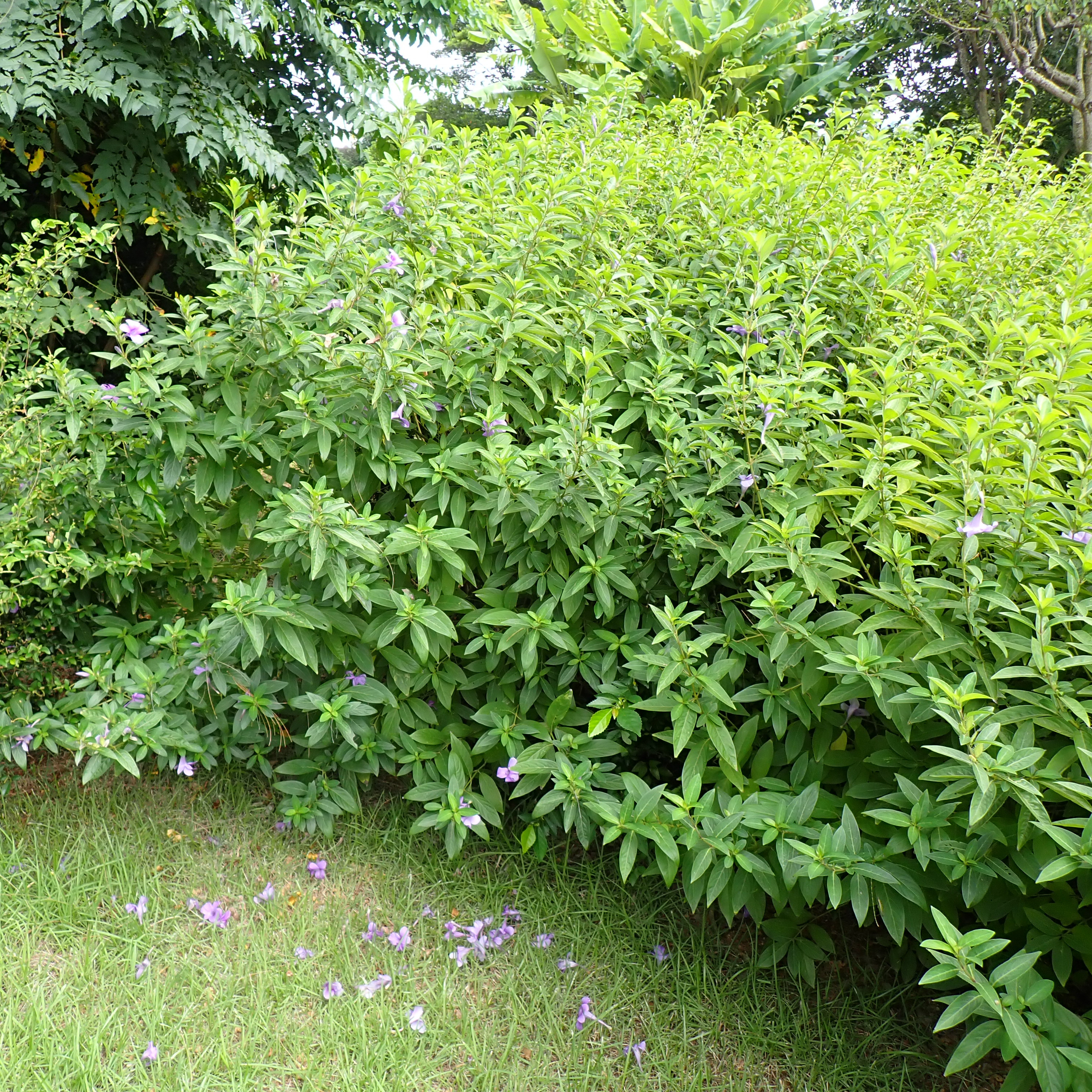
植栽（2024年10月 沖縄県本部町 熱帯・亜熱帯都市緑化植物園）

クビナガバルレリア（学名：Barleria cristata）はキツネノマゴ科バルレリア属の常緑性低木状草本。属名のバルレリア、バレリヤなどとも呼称される。和名は花筒部分が長く伸びることによる。

## 特徴
高さ1 mほど。葉は長さ3–9 cmの長楕円形で先は細く尖り、表面は短い毛がありざらつき、対生する。新枝の葉腋に花芽をつけ、次々と多くの花を咲かせる。花冠は漏斗形で長さ6 cm、径5 cmほど、先は5裂し上唇4枚と下唇1枚に分かれる。花冠裂片は鈍頭。花色は青紫、白のほか、紫に白条入りなど。花苞は長さ1.8 cmで脈が目立ち、刺状の縁は花後によく目立つ。萼片は花苞に隠れる。雄しべは4本で長短各2本ずつ。沖縄県における開花期は10–6月で、熱帯では周年開花する。

## 分布
インド、ミャンマー原産。POWOでは、より広範囲のパキスタン～中国南部、東南アジア～パプアニューギニア原産としている。

## 利用
熱帯～亜熱帯域の花壇、生垣、玉作りや鉢物に向く。日当たりが良く排水の良い場所に植栽する。生長初期に摘芯するとよく分枝し樹形が整い、花つきが多くなる。生長は非常に早く、強剪定に耐える。病虫害の発生は少ない。繁殖は実生や挿し木による。冬越しには最低気温10℃を要する。